# Безепс
Безепс (рус. Безепс) малена је река на југу европског дела Руске Федерације. Протиче преко територије Краснодарске покрајине, односно преко њеног Северског рејона. Лева је притока реке Шебш и део басена реке Кубањ и Азовског мора. 
Дужина водотока је око 34 km, док је површина сливног подручја 128 km².